# Retimno (unidade regional)
Retimno (em grego: Ρεθύμνη) é uma unidade regional da Grécia, localizada na ilha de Creta. Sua capital é a cidade de Retimno.